# Ulotka

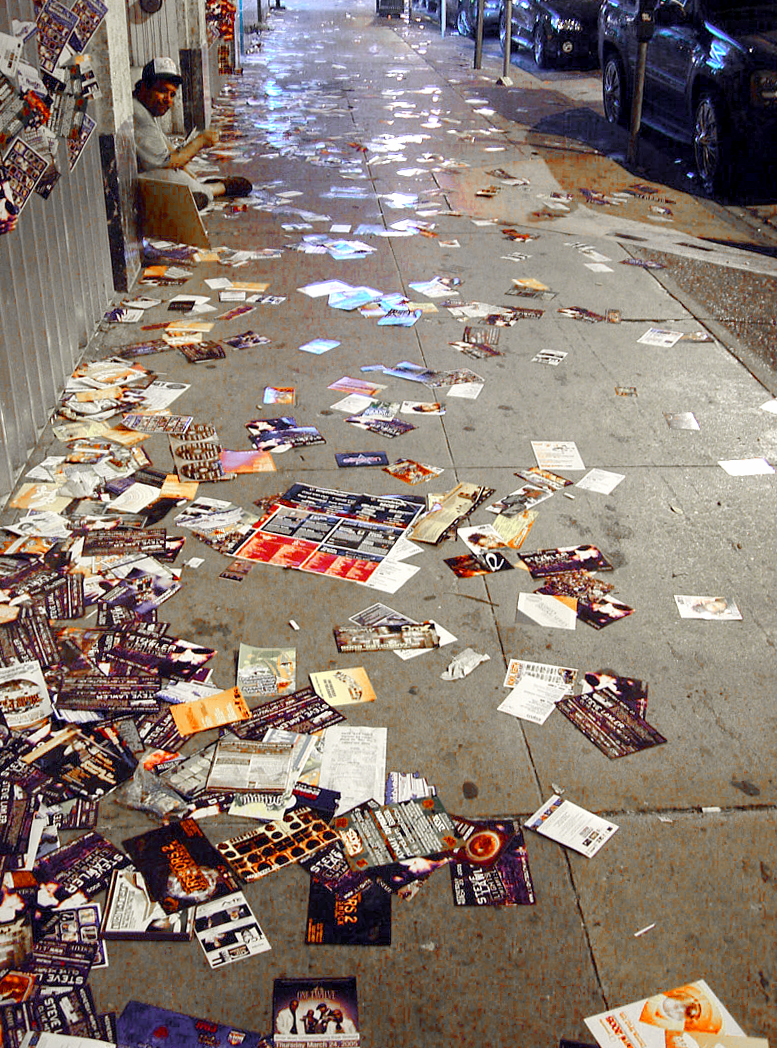
Ulica zaśmiecona ulotkami

Ulotka (druk ulotny) – druk o objętności nieprekraczającej czterech stron o przekazie reklamowym, społecznym lub politycznym.
Najczęściej służy celom propagandowym bądź informacyjnym, przeznaczonym do szybkiego rozpowszechniania, o niewielkiej objętości, zazwyczaj w formie kartki, lub rozkładanej broszurki nie przekraczającej 4 stron. Wykonana jest zazwyczaj na powlekanym papierze kredowym lub offsetowym o niskiej gramaturze (od 90 g do 170 g). Przekazuje ona niezbędne informacje o działalności instytucji, firmy albo organizacji politycznej, lub zapowiada jakieś wydarzenie. Ulotki najczęściej informują o wydarzeniach kulturalnych (koncertach, repertuarze teatrów lub kin), wydarzeniach politycznych (wiecach, zgromadzeniach, marszach, protestach), zawierają informacje turystyczne, asortyment towarów lub usług, dane katalogowe bądź prospekty handlowe opisujące pojedynczy produkt lub ofertę firmy.

## Dostawa
Najczęstszym sposobem kolportażu ulotek jest ich wykładanie w miejscach publicznych (poczekalniach, sklepach, na klatkach schodowych), czy też rozdawanie na ulicach. Stanowią tańszą alternatywę dla plakatu i broszury.

## Etymologia
Nazwa ulotki, wzięła się prawdopodobnie od jej nietrwałości – „ulotności”, gdyż zazwyczaj czas istnienia ulotki jest krótki. Ulotki gromadzone w bibliotekach i archiwach w celach poznawczych zwane są „drukami ulotnymi”.

## Prawo
Zgodnie z art. 63a § 1 Kodeksu wykroczeń kto umieszcza w miejscu publicznym do tego nieprzeznaczonym ogłoszenie, plakat, afisz, apel, ulotkę, napis lub rysunek albo wystawia je na widok publiczny w innym miejscu bez zgody zarządzającego tym miejscem, podlega karze ograniczenia wolności albo grzywny.